# Windy Cantika Aisah
Windy Cantika Aisah (n. 11 iunie 2002, Bandung, Provincia Java de Vest, Indonezia) este o sportivă ce a reprezentat Indonezia, medaliată olimpică. A participat la o ediție a Jocurilor Olimpice (2020) în care a câștigat două medalii de bronz.